# Mékambo
Mékambo – miejscowość nad rzeką Zadié w prowincji Ogowe-Ivindo w Gabonie.